# Tord Gösta Magnuson
Tord Gösta Magnuson, nacido el 7 de abril de 1941 en la Parroquia de San Jorge en Estocolmo, es un empresario sueco y cónsul general honorario de la República de Mauricio. Está casado con la princesa Cristina, hermana mayor del rey Carlos XVI Gustavo de Suecia.

## Biografía
Es Director Gerente de Devisa AB, y también ha prestado servicio como Cónsul General de la República de Mauricio en Estocolmo.
También es representante de Air Mauritius en Suecia.

## Matrimonio
En 1961 conoció a su futura esposa, la princesa Cristina de Suecia (n. 1943), en un almuerzo en Estocolmo.
Contrajeron matrimonio el 15 de junio de 1974 en la Iglesia del Palacio Real de Estocolmo, y desde entonces a ella se le brinda el título de cortesía Princesa Cristina, Sra. Magnuson, sin el tratamiento de Alteza Real.
El matrimonio tiene tres hijos:
- Carl Gustaf Victor Magnuson (nacido el 8 de agosto de 1975) es economista. Divorciado de Vicky Elisabeth Andrén. 
  - Desirée Elfrida Christina Magnuson (n. en 2014).
- Tord Oscar Frederik Magnuson (nacido el 20 de junio de 1977) es diseñador de gafas. Casado con Emma Emelie Charlotta Ledent, tienen un hijo en común:
  - Albert Magnuson (n. en 2013).
- Victor Edmund Lennart Magnuson (nacido el 10 de septiembre de 1980) es diseñador de juegos. Casado con Frida Louise Bergström,[1] tienen dos hijos en común:
  - Edmund Magnuson (n. en 2012).
  - Sigvard Magnuson (n. en 2015).

## Distinciones honoríficas

### Distinciones honoríficas suecas
- Comandante de I Clase de la Real Orden de Vasa.
- Medalla de Oro de Su Majestad el Rey.
- Medalla Conmemorativa del 50 Aniversario del Rey Carlos XVI Gustavo (30/04/1996).
- Medalla Conmemorativa del Enlace de la Princesa Heredera Victoria con Daniel Westling (19/06/2010).
- Medalla Conmemorativa del Jubileo de Rubí del Rey Carlos XVI Gustavo (15/09/2013).[2]
- Medalla Conmemorativa del 70 Aniversario del Rey Carlos XVI Gustavo (30/04/2016).
- Medalla Conmemorativa del Jubileo de Oro del Rey Carlos XVI Gustavo (15/09/2023).

### Distinciones honoríficas extranjeras
- Caballero de la Orden de la Legión de Honor (República Francesa).
- Caballero gran cruz honorario con estrella de la Orden de la Corona (Reino de los Países Bajos, 11/10/2022).